# Hereward
Hereward fue un clíper británico construido en Escocia en 1877. Tenía casco de hierro, tres mástiles y aparejo completo.
Naufragó en Maroubra, Nueva Gales del Sur, en 1898. Partes del pecio sobreviven in situ. La Ley de Patrimonio Cultural Subacuático de 2018 protege automáticamente el pecio y su contenido, ya que tienen más de 75 años.

## Hundimiento
En mayo de 1898, el Hereward navegaba desde Surabaya en las Indias Orientales Holandesas hasta Newcastle, Nueva Gales del Sur, para cargar un cargamento de carbón para llevarlo a América del Sur. Su maestro fue el capitán Poole Hickman Gore (1861-1920).
El 5 de mayo, una tormenta la obligó a encallar en el extremo norte de Maroubra Beach, Sidney. Los 25 miembros de la tripulación llegaron sanos y salvos a tierra, donde llegaron a una fábrica de lavado de lana cercana.

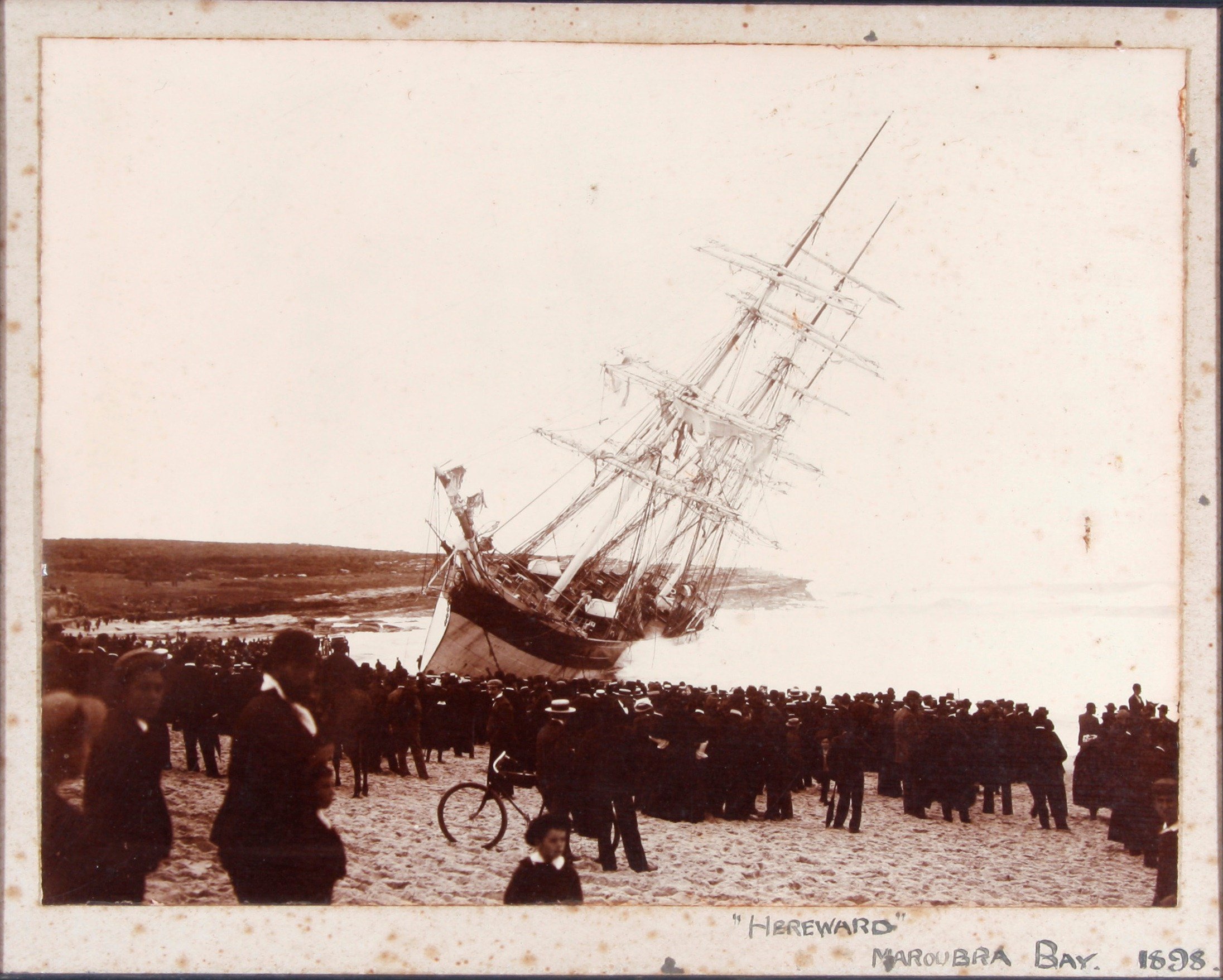
El naufragio en 1898 con una multitud de curiosos.

El barco estaba asegurado por 6.000 libras esterlinas. Después de unos meses, se vendió por 550 libras esterlinas a Mahlon Clarke Cowlishaw (1844-1900), de Cowlishaw Brothers, comerciantes y armadores de Sidney, quienes compraron los restos del naufragio para salvarlos.
El 9 de diciembre de 1898 se intentó reflotar el Hereward. Con los dos remolcadores, Commodore e Irresistible, tirando de cables conectados al ancla a 300 m (1000 pies) y usando cabrestantes de vapor a bordo, llevaron el barco a 4,3 m (14 pies) de agua. Sin embargo, cuando el barco estaba casi libre, un vendaval del sur estalló y lo empujó de regreso a la playa, donde fue azotado por la alta mar y partido en dos.

## Pecio
Posteriormente, el pecio del naufragio fue arrastrado lentamente hacia el mar y en 1937 sólo se veía una aleta dorsal triangular sobre el nivel del mar. En 1950, el Ayuntamiento de Randwick temió el peligro que representaban los restos para los surfistas y nadadores e hizo volar los restos de tal manera que en 1967 parecía que no quedaba nada del barco.
En los últimos tiempos, en varias ocasiones, el oleaje y las corrientes arrasadoras han movido grandes cantidades de arena en el fondo del mar y han dejado al descubierto grandes porciones del Hereward. En marzo de 2013, después de grandes olas, grandes partes de su casco de hierro, junto con partes del mástil, quedaron más expuestas que nunca. En 2013, se recuperó un cañón de señales de bronce de los restos del naufragio y ahora se exhibe en el vestíbulo del Maroubra Seals Club, frente a la playa.